# Victricius von Rouen

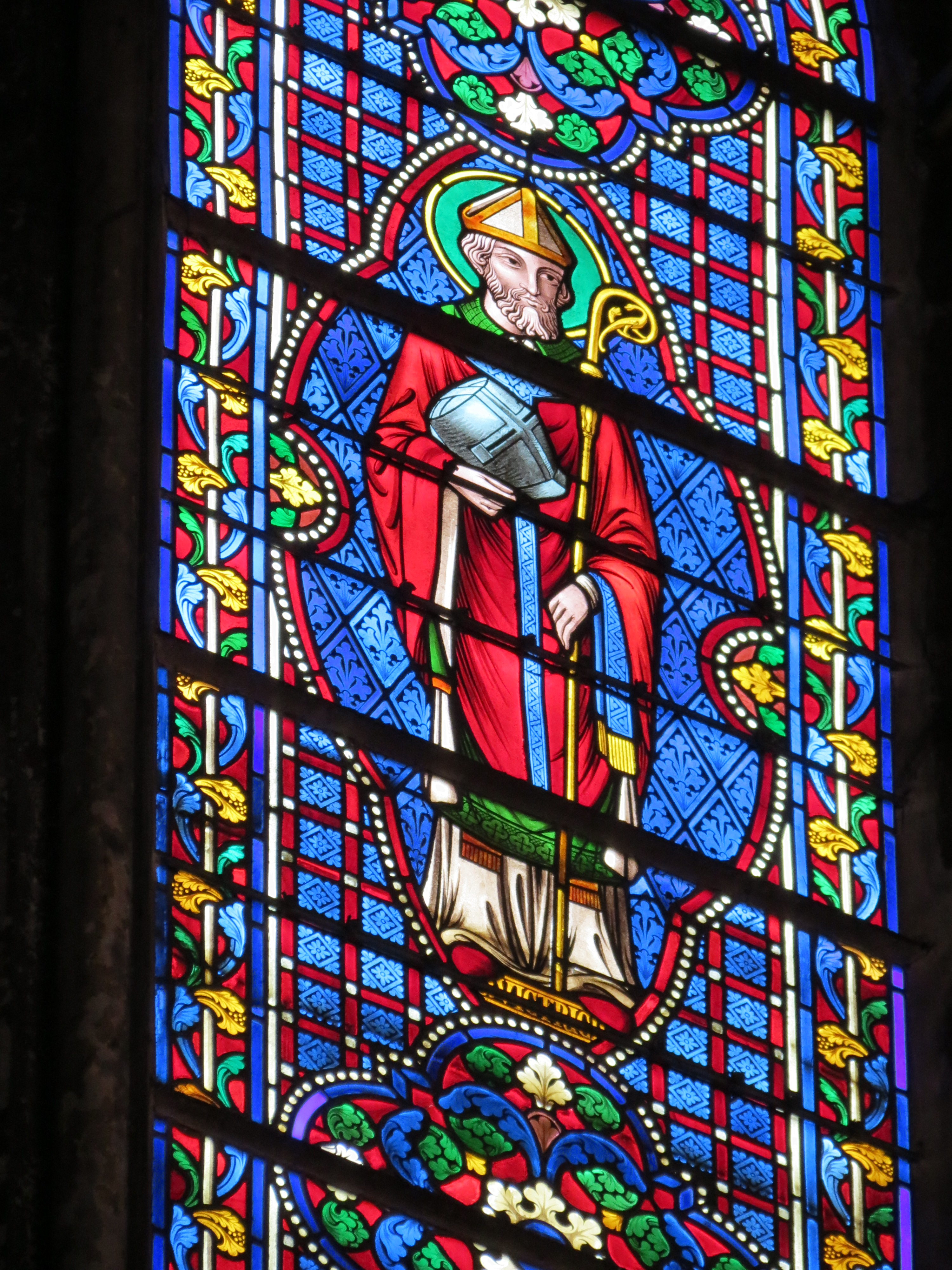
Glasmalerei des Victricus in einer Kirche in Rouen.

Victricius, auch französisch Victrice (* ca. 340; † vor 409, wahrscheinlich 407), war ein römischer Militär und Bischof von Rouen sowie Verfasser der christlichen Schrift Vom Lob der Heiligen. Er wird als Heiliger verehrt.

## Leben
Geboren um 340, machte Victricius in der römischen Armee Karriere, bis er sich zwischen 360 und 363 für das Christentum entschied und den Militärdienst verließ; dabei wurde er zu einer schweren körperlichen Strafe, angeblich auch zum Tode verurteilt. 
In der Folgezeit betätigte sich Victricius missionarisch, seit 380/386 war er Bischof in Rouen. Kurz nach 386 traf Victricius in Vienne auf den später heiliggesprochenen Martin von Tours (ca. 316–397) sowie auf den Asketen und Mönch Paulinus von Nola (vor 355–431), mit dem er in brieflichem Kontakt stand (397/398 und 403/404). 
Der Anklage, er würde der christlichen Häresie des Apollinarismus anhängen, begegnete Victricius mit einer Reise nach Rom zum römischen Bischof (403/404). Zu einem unbekannten Zeitpunkt ist der Bischof von Rouen verstorben.
Von Victricius von Rouen ist nur ein einziges schriftstellerisches Werk erhalten. De laude sanctorum („Vom Lob der Heiligen“) befasst sich mit der theologischen Rolle der Reliquien bei der Heiligenverehrung. Victricius selbst wurde in der Folgezeit als Heiliger verehrt, sein Grab befand sich an seinem Bischofssitz Rouen. Erstmals erkennbar wird die Heiligenverehrung um den Bischof im 9. Jahrhundert in den Diözesen Amiens, Arras, Rouen und Soissons. Festtag ist der 7. August.